# La vendetta del corsaro
La vendetta del corsaro é um filme de aventura italiano de 1951 dirigido por Primo Zeglio. Foi o último filme de Maria Montez.

## Sinopse
Ao mesmo tempo, para vingar a morte de seu pai, assassinado traiçoeiramente pelo governador espanhol e para libertar sua irmã, que mantém prisioneira, o conde Enrico di Roccabruna decide se tornar um corsário. Na verdade, essa é a única maneira de ele se livrar do governador. O navio de Roccabruna, "Folgore", torna-se o terror da marinha espanhola.

## Elenco
- Jean-Pierre Aumont ...Enrico di Roccabruna
- Maria Montez ... Consuelo
- Milly Vitale ...Luana
- Roberto Risso ... Miguel
- Paul Muller ...Espinosa
- Franca Tamantini ...Conchita
- Saro Urzì ...Aguirre
- Mimì Aylmer ...Isabella
- Mario Castellani ...Armagnac
- Sidney Gordon ...Van Hiess
- Enrico Glori ...Governador

## Produção
O filme foi rodado em Roma. Jean Pierre Aumont diz que ele e Montez comemoraram seu oitavo aniversário de casamento durante as filmagens em 13 de julho de 1951. Ela morreu em setembro daquele ano.